# 2016년 라인란트팔츠 주의회 선거
2016년 라인란트팔츠 주의회 선거는 전체 101석의 라인란트팔츠 주의회 의원들을 선출하기 위해 2016년 3월 13일에 실시되었다. 총 2,161,633명의 유권자가 투표에 참여해 70.4%의 투표율을 기록하여 지난 2011년 선거에 비해 8.6%가 증가하였다. 1991년부터 주정부를 차지하고 있는 사민당에 맞서 기민련에서는 율리아 클뢰크너가 주총리 후보로 나섰다. 당초 여론조사에서는 기민련이 사민당을 제칠 것으로 예상되었지만, 현 주총리인 말루 드라이어의 높은 인기와 앙겔라 메르켈의 난민 정책에 대한 반감과 맞물려 선거전은 사민당과 기민련이 초접전을 이루었다. 선거 결과 사민당이 당초 예상보다 기민련을 4%차로 제치고 승리하였다. 이 선거에서 녹색당은 5.3%를 얻어 원내 5당으로 추락하였으며, 독일을 위한 대안이 제3당을 차지하였다.